# Бринклер, Альфред
Альфред Бринклер (англ. Alfred Brinkler; 2 мая 1880, Рамсгит — 3 марта 1972, Портленд) — американский органист и фотограф английского происхождения.
Учился в Лондоне у Генри Джона Бейкера Дарта (1854—1907) и у рамсгитского органиста Томаса Хейга (1875—1927). В 1898—1902 гг. органист церкви Девы Марии в деревне Минстер района Танет, графство Кент.
С 1902 г. жил и работал в США. До 1905 г. органист Кафедрального собора Святого Матфея в Далласе, затем органист и хормейстер Кафедрального собора Святого Луки в Портленде, штат Мэн. С 1905 года член Американской гильдии органистов, в 1935 г. основал и возглавил её мэнское отделение. Преподавал частным образом (поставив небольшой орган у себя дома для учебных целей) и с 1935 года в Боудин-колледже, в 1952 году получил от колледжа степень почётного доктора. В 1935—1952 гг. также муниципальный органист Портленда, игравший на Кочмаровском органе. Дирижировал концертами Портлендского мужского певческого клуба (англ. Portland Men's Singing Club). Выступал с концертами и в других городах США, исполняя в том числе и отдельные пьесы собственного сочинения. В 1920-х гг. основатель Портлендской ассоциации учителей музыки.
После 1952 года отошёл от дел; в конце жизни опубликовал отдельным изданием очерк истории портлендского кафедрального собора Святого Луки (англ. The Cathedral Church of Saint Luke, Portland, Maine: a history of its first century; 1967).
На протяжении всей жизни увлекался пейзажной фотографией, в 1910—1920-х гг. участник ряда выставок. «Ежегодник американской фотографии» в 1927 году охарактеризовал работы Бринклера как «благородные и величественные», полные «красоты и загадки». Пять фотографий Бринклера находятся в коллекции Музея изящных искусств в Бостоне.
В XXI веке в США именем Бринклера было названо фортепианное трио (англ. The Brinkler Trio), исполняющее забытую американскую музыку конца XIX — начала XX веков, в том числе и найденное в рукописи трио самого Бринклера.
Сын, Бартол Бринклер (1915—1993), на протяжении 35 лет возглавлял отдел каталога в библиотеке Гарвардского университета.